# 卡奇湖

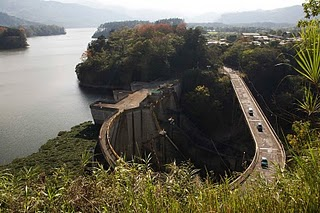

卡奇湖（西班牙语：Lago de Cachí）是一个位于中哥斯达黎加的由卡奇坝造成的人工湖。湖东岸有卡奇镇。卡奇坝建于1970年代，是哥斯达黎加首个水电站。总装机容量大102 MW，每个发电机34 MW。
首台发电机由1966年启用，第二台于1967年、第三台于1978年。它们对雷文塔松河多种好处，不仅能发电，还控制洪水。坐落于里约·雷文塔松的水库为哥斯达黎加提供主要的电力来源。
1. ↑  . Fodor's. 12 September 2000: 58  [25 June 2011]. ISBN 9780679005421.
2. 1 2  . industcards.   [26 June 2011]. （原始内容存档于2012-09-05）.
3. ↑  . Hydroconulst.se.   [16 June 2011]. （原始内容存档于2016-03-03）.